# Pujerra
Pujerra è un comune spagnolo di 329 abitanti situato nella comunità autonoma dell'Andalusia.